# Economía de Bangalore

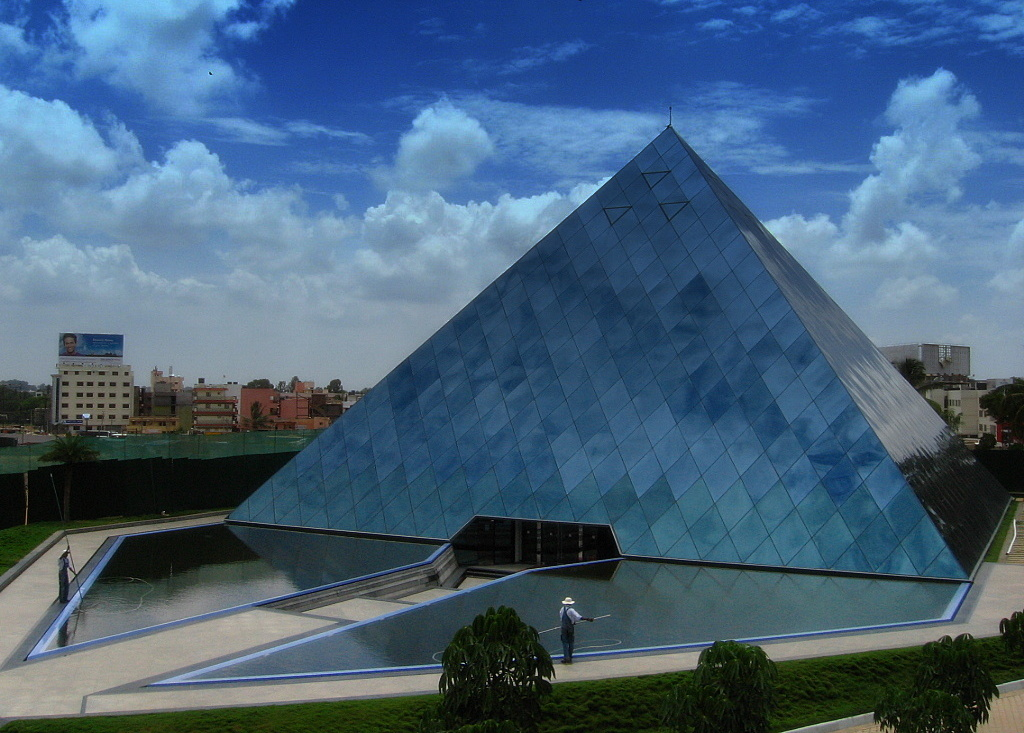
Oficinas centrales de Infosys, la segunda empresa de tecnologías de la información (TI) más grande de la India, está localizada en la ciudad de Bangalore.

La ciudad de Bangalore (capital del sureño estado indio de Karnataka) luego de que la India se independizase del Reino Unido en 1947 evolucionó como un centro manufacturero orientado inicialmente hacia la industria pesada, incluyendo a empresas como Hindustan Aeronautics Limited, Indian Telephone Industries (ITI), Hindustan Machine Tools y Bharat Electronics Limited (BEL).
En particular, desde los años noventa, el establecimiento y éxito de varias firmas de alta tecnología en la ciudad ha contribuido al crecimiento del sector de las denominadas tecnologías de la información (TI) en la India como un todo. Las firmas de TI de Bangalore emplean aproximadamente a un 35 % del millón de profesionales de esa área tecnológica de todo el país. Bangalore es responsable de la mayor cantidad de exportaciones relacionadas con las TI de toda la India. El producto bruto urbano de la ciudad en el período de 2004-2005 estuvo ubicado en el orden de las 433 800 millones de rupias indias.
Uno de los factores importantes que han potenciado el crecimiento de Bangalore ha sido la gran inversión por parte del gobierno central en las industrias públicas de la ciudad. Una de las causas probables de que esta aglomeración sureña haya sido históricamente elegida para este desarrollo tecnológico (en desmedro de otras importantes metrópolis de la India) tal vez se deba a su propia localización geográfica, fuera del alcance de los rivales indios de Pakistán y de China. Así se llegó, con el paso de los años, a la concentración de la investigación científica y técnica en Bangalore, lo que sería un factor fundamental en la posterior revolución que las TI experimentaron allí.
Los líderes políticos del estado de Karnataka, como D. Devaraj Urs, Ramakrishna Hegde, Gundu Rao, Veerappa Moily, J. H. Patel y S.M. Krishna desempeñaron cada uno un papel decisivo en el desarrollo de las Tecnologías de la Información y de la tercerización (outsourcing) del proceso de negocios de Bangalore.
Cuando R. K. Baliga, propuso fundar y desarrollar el parque industrial que sería conocido como Electronics City a principios de los años setenta, fue recibido con escepticismo, pero tuvo la suerte de que el entonces ministro D. Devaraj Urs lo apoyase y aprobase el ambicioso proyecto. Esta inversión seminal inicial por parte del gobierno del estado de Karnataka en 1976 puso los cimientos de lo que sería una de las piedras basales de la notable renovación económica que experimentaría Bangalore.

## El «Valle del Silicio» de la India

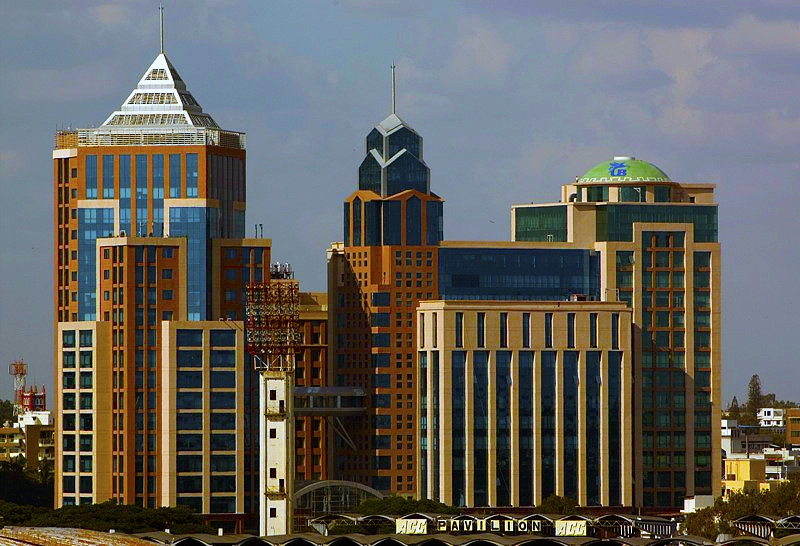
Otra vista del centro de la ciudad

Durante los últimos lustros se ha consolidado el apodo de «Valle del Silicio de la India» para la ciudad de Bangalore. El apodo hace referencia al nuevo status de la ciudad como centro del país respecto de las compañías especializadas en las denominada tecnología de la información (TI, IT en inglés), y es una referencia comparativa frente a respecto del Silicon Valley original -el cual es el apodo del Valle de Santa Clara-, situado en el norte del estado de California (en el área metropolitana de la ciudad de San Francisco). Este es un importantísimo centro que agrupa a las principales empresas estadounidenses relacionadas con el ámbito de los semiconductores y de las TI en general. No obstante, Bangalore no se encuentra ubicada sobre un valle sino sobre una meseta, por lo que apodo de «Valle del Silicio de la India» no es exacto desde el punto de vista de las toponimias.
Una de las primeras menciones de ese por entonces nuevo sobrenombre tuvo lugar en 1988, en el Indian Express.
A partir de los años noventa ese apodo comenzaría a difundirse en otros medios y entre algunos sectores del público en general (basándose en la concentración de firmas que se especializaban en Investigación y desarrollo (I+D), electrónica y el desarrollo de software).
La «Ciudad electrónica» (Electronics City) fue inicialmente concebida por R. K. Baliga, el primer presidente y director gerente de KEONICS (Karnataka State Electronics Development Corporation), una agencia gubernamental establecida en 1976 y dirigida a expandir la industria electrónica en el estado de Karnataka.
Baliga propuso el concepto de desarrollar la ciudad electrónica en los años setenta. Con ese propósito en mente, la agencia compró unas 135 hectáreas de terreno a 18 km al sur de Bangalore para comenzar allí la construcción de su proyecto Electronics City, la cual estaba concebida para dotar a la ciudad de un moderno parque industrial tecnológico. Eso a pesar de las quejas de varios de los primeros «tecnoinquilinos» del mismo, quienes protestaban por los entonces malos caminos y por la insuficiente disponibilidad de electricidad y de agua. Aunque en realidad KEONICS alegaba inicialmente que el título de «Silicon Valley of India» le correspondía más bien al campus de Electronics City, más que a la ciudad de Bangalore propiamente dicha.
Como parte de la promoción de este concepto, KEONICS distribuyó copias de un artículo titulado Can Bangalore become India's Silicon Valley? (‘¿Puede convertirse Bangalore en el Valle del Silicio de la India?’), el cual fue primeramente publicado en la revista de informática Plus: The Total Computer Magazine.
El artículo en cuestión hacía referencia a estudios sobre Bangalore realizados por la USAID (Agencia del gobierno federal estadounidense para la promoción del desarrollo internacional), los cuales habían evaluado favorablemente la entonces capacidad potencial de Bangalore de convertirse un gran centro de alta tecnología, similar al Valle del Silicio del California.
La publicación también editó entrevistas con profesionales de la industria de la tecnología de la información sobre el estado de esta última en Bangalore, incluyendo sus percepciones de cara a su evolución en el futuro. Una cita extraída de allí es la siguiente:

Si el centro mira hacia Bangalore para hacer de ella un Silicon Valley, seg ciertamente se convertiría en un Valle del Silicio. Si usted está hablando de una clase de atmósfera como la de Silicon Valley, entonces Bangalore ya la tiene, pero si está hablando de un producto [nuevo] por día, entonces estamos lejos de eso; Bangalore está ciertamente emergiendo como un centro de subcontratación en software y I+D para las multinacionales. No es una irracionalidad comparar a la ciudad de Bangalore con el Valle del Silicio; Bangalore tiene los ingredientes para convertirse en Silicon Valley... Es probablemente la única ciudad en la India que podría convertirse en uno.

El reciente cambio de milenio fue testigo del crecimiento de las tecnologías informáticas relacionadas con la difusión comercial de Internet desde mediados de los años noventa, el cual resultó en el auge «punto com» (dotcom boom) experimentado por varias empresas. La industria de las tecnologías de la información de Bangalore creció bastante durante este período, debido al establecimiento en la ciudad de varias empresas de TI de primer nivel, de origen indio o extranjero. En 2001, la conocida revista de negocios Business Week publicó un artículo titulado «India's Silicon Valley» (‘el Valle del Silicio de la India’), el cual hacía un recuento de la evolución de las tecnologías de la información (TI) en la India, en particular en el área metropolitana de Bangalore.
El uso de la denominación de «Valle del Silicio de la India» para referirse a Bangalore fue creciendo con el tiempo entre los medios locales indios, hasta finalmente comenzar a hacerlo también entre la prensa internacional. Por ejemplo, el tradicional diario neoyorquino The New York Times en 2006 publicó un artículo titulado «Is the next Silicon Valley taking root in Bangalore?» (‘¿Está asentándose en Bangalore el próximo Valle del Silicio?’)
Incluso algunos artículos publicados en algunos medios occidentales llegaron a preguntarse si algún día el Silicon Valley original sería reemplazado funcionalmente por su contraparte de Bangalore. No obstante, Shashi Tharoor ha sugerido que el apodo de “Meseta del Silicio de la India” (Silicon Plateau of India) sería más apropiado.

## Industria aeronáutica

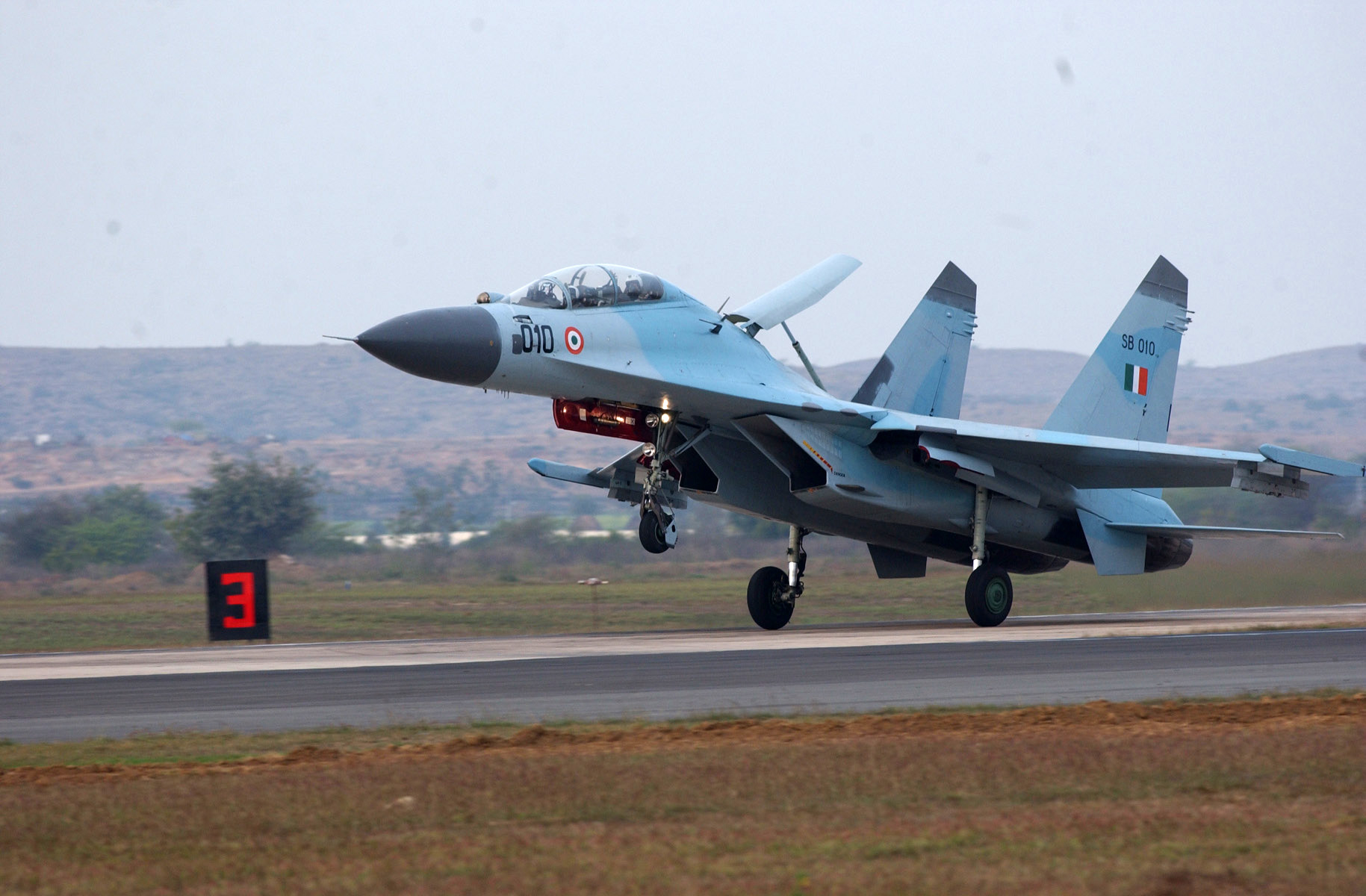
El Sujói Su-30MKI es un cazabombardero de “4,5” (4^{1/2}) generación, producido en Bangalore por el fabricante indio Hindustan Aeronautics Limited, bajo licencia oficial de la empresa rusa Sujói.

Mucho antes de que Bangalore comenzase a ser conocida como el Silicon Valley de la India, la ciudad se supo labrar un nombre como sede de algunas de las principales industrias estatales del país. Entre estas se encuentra Hindustan Aeronautics Limited (HAL), dedicada a la investigación y al desarrollo de aviones caza para la Fuerza Aérea de India (IAF). Con más de 9.500 empleados, es uno de los principales empleadores del sector público en Bangalore. En la actualidad HAL fabrica, bajo licencia, varios cazas para la IAF. No sólo produce aviones “clásicos” como los SEPECAT Jaguar (de origen europeo-occidental) sino otros bastante más modernos como los Sujói Su-30MKI. También ha desarrollado aeronaves propias para la IAF, como el HAL Tejas, el HAL Dhruv y el HAL HF-24 Marut.
Por su parte, los National Aerospace Laboratories de la India también tienen su sede central en Bangalore, dedicándose al desarrollo de tecnologías aeronáuticas civiles. Fundados en 1960, trabajan en conjunto con HAL, y tienen una fuerza de trabajo del orden de los 1.300 empleados. Los NAL también realizan investigaciones sobre eventuales fallas o mal funcionamiento de aeronaves.
Se está creando y acondicionando un área especial de unas 400 hectáreas para alojar a parte de la industria aeroespacial del país, en cercanías del nuevo Aeropuerto Internacional de Bangalore. La ciudad es también la ciudad base de las aerolíneas locales indias Simplifly Deccan y Kingfisher Airlines.

## Industrias manufactureras
Otras industrias pesadas instaladas en Bangalore son Bharat Electronics Limited, Bharat Heavy Electricals Limited (BHEL), Indian Telephone Industries (ITI), Bharat Earth Movers Limited (BEML), Hindustan Machine Tools (HMT), Hindustan Motors (HM) y ABB Group. La ciudad también se ha estado convirtiendo en un destino para la industria automotriz extranjera. Por ejemplo, la japonesa Toyota posee una planta en Bangalore, mientras que Daihatsu está planeando abrir una planta allí en un futuro cercano. Por otra lado, la compañía sueca Volvo produce camiones en la capital del estado de Karnataka.
Bangalore alberga, asimismo, numerosas industrias pequeñas y medianas en el área industrial de Peenya, que se consideraba una de las más grandes de Asia durante la años setenta, antes de la paulatina “conversión” de ciudad hacia la electrónica y las tecnologías de la información.

## Tecnología espacial
En junio de 1972, el gobierno de India creó la Comisión Espacial (Space Commission) y el DOS (Department of Space: Departamento del Espacio). La principal organización india abocada a la investigación espacial, la ISRO (Indian Space Research Organisation: Organización India para la Investigación del Espacio) fue creada por el DOS y tiene sus oficinas centrales en Bangalore. El principal objetivo de la ISRO incluye el desarrollo de satélites y de cohetes para su lanzamiento. El primer satélite del país, denominado Aryabhata, fue desarrollado y exitosamente lanzado por el ISRO. Desde entonces, esa organización ha lanzado varios satélites, como los dos Bhaskara, el Rohini, el APPLE y la serie INSAT (sistema de satélites nacionales indios). También ha desplegado vehículos espaciales del tipo PSLV (vehículo de lanzamiento por satélite polar) y de órbita geosincronizada (GSLV). Finalmente, ISRO también está enfocado en un ambicioso programa lunar para las décadas venideras.

## Tecnologías de la información
Bangalore es denominada Valle del Silicio de India debido al gran número de compañías relacionadas con las tecnologías de la información que están ubicadas allí. Muchas corporaciones multinacionales, especialmente gigantes del software y del hardware de computación, realizan operaciones comerciales en la ciudad. La industria de TI de Bangalore se divide en dos áreas de negocios principales: Electronics City y Whitefield. Los nuevos grupos en Bellandur y en Challaghatta han emergido durante los últimos años a lo largo de las carreteras de circunvalación interna y externa del área metropolitana de Bangalore.
Electronics City, inaugurada en 1978, se encuentra en las afueras de Bangalore. Este parque industrial se extiende a lo largo y ancho de unas 135 hectáreas. las estadounidenses 3M (Minnesota Mining and Manufacturing), Hewlett Packard y la alemana Siemens son algunos de los importantes clientes de Electronics City. También Infosys and Wipro, las segunda y tercera compañías indias de software respectivamente, también se encuentran en ella.
El Software Technology Park of India (STPI) fue lanzado en 1991 por el Ministerio de Información y Tecnología. Comenzó a funcionar en la Electronics City de Bangalore. STPI se cuenta entre los primeros -y por lo tanto más viejos- ISPs (Internet Service Providers, Proveedores de Servicio de Internet) de la India; de hecho, fue el primero en contar con ese servicio en el país. La importante Nortel Networks es un destacado cliente de STPI.
El complejo Whitefield alberga el Parque Internacional de Tecnología de Bangalore. Fue creado como resultado de un emprendimiento conjunto (en inglés: joint venture) firmado en enero de 1994, no ya entre empresas privadas, sino entre dos gobiernos: el federal de la India y el de la dinámica ciudad-Estado de Singapur. Este incluye grandes instalaciones, que comprenden seis edificios, suyos nombres en inglés pretenden destacar las cualidades creativas e inventivas de todo el complejo: Discoverer, Innovator, Creator, Explorer, Inventor y Navigator. Asimismo se está construyendo un séptimo edificio.
La Zona de Promoción de Exportaciones de Whitefield provee instalaciones para impresas de informática internacionales de primer nivel como Dell, Delphi, Oracle, SAP y Unisys. También las compañías Huawei, iGATE, Perot Systems y TCS se benefician de la misma. También se encuentran allí otras muy importantes empresas como Aviva, DaimlerChrysler, General Electric, General Motors, Schneider Electric y Shell.
El área ubicada en los márgenes de la carretera de circunvalación interna de la ciudad, en cercanías del aeropuerto HAL de Challaghatta incluye a las corporaciones ANZ, Bearing Point, Covansys, Dell, Dendrite, Fidelity, IBM, Lenovo, LG, McAfee, Microsoft, Misys, NetApp, Nokia, OpenSilicon, PSI Data, Sanyo, Sasken, Synergy, Target y Yahoo.
Por su lado, la carretera de circunvalación externa de la aglomeración urbana incluye a Accenture, Aricent, ARM, Cadence, Cisco, Cummins, Honeywell, i2 Technologies, Intel, JP MorganChase, Lógica CMG, Nokia, Oracle y Symbol.
Por su parte, el Bagmane Tech Park (Parque Tecnológico Bagmane), localizado en C. V. Raman Nagar incluye a Cognizant, Dell (otra vez), Motorola, Oracle (antiguamente i-flex Solutions), Samsung, Texas Instruments, entre otras compañías. También aquí se encuentra el C-DAC (Centre for the Development of Advanced Computing, Centro para el desarrollo de la computación avanzada), uno de los primeros y principales institutos de I+D en tecnología de la información del gobierno federal de la India.
Como puede claramente inferirse a partir de la importancia y del prestigio de varias de las corporaciones internacionales citadas, Bangalore está literalmente haciendo honor a su apodo de «Valle del Silicio de la India».
En agosto de 2005, el Foro de Bangalore para TI (Bangalore Forum for IT, BFIT), que consiste de 18 de las principales firmas multinacionales del área (entre las que se encuentran Hewlett-Packard, Motorola, Novell, Philips, Sun Microsystems, Synopsis, Texas Instruments y vMoksha) amenazó con boicotear la Convención de Tecnologías de la Información de Bangalore. El boicot propuesto había sido concebido para demostrar el malestar -tanto de parte de las compañías locales de tecnología como de las extranjeras- relacionado con la falta de progreso de la ciudad en lo relativo a su cada vez más saturada infraestructura.
De manera creciente, los nuevos centros de TI se están construyendo hacia las afueras de la aglomeración, debido al cada vez mayor y más pesado tráfico interno de Bangalore (el cual deriva en viajes hacia y desde el trabajo -commuting- de cada vez más duración, respecto de las empresas y oficinas ubicadas en cercanías del centro de la ciudad). A esta descentralización también contribuyen algunos problemas propios de las áreas más urbanizadas, como la pobre infraestructura interna, los relativamente altos costos laborales y de los terrenos, los crecientes problemas ambientales y algunos otros asuntos.

## Biotecnología

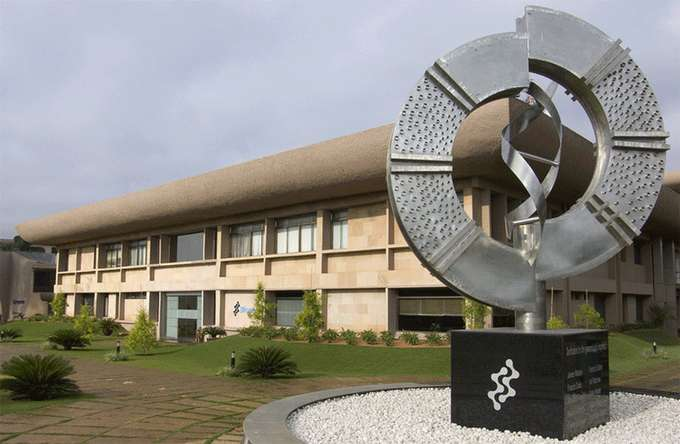
Biocon, cuyss oficinas centrales se encuentran en Bangalore, es una de las más grandes compañías indias especializadas en biotecnología.

La biotecnología es un campo que se ha estado expandiendo bastante rápido en la ciudad. Bangalore posee por lo menos 97 de las aproximadamente 240 compañías de la India especializadas en biotecnología, es decir, poco más de un 40% del total de ellas. Por ejemplo, Biocon, con oficinas centrales en la ciudad, es la principal empresa de biotecnología del país, y se ubica 16ava a nivel mundial en lo que a ingresos se refiere. Otra de las principales empresas de biotecnología basadas en Bangalore es Advanta India.
El interés mostrado por varias compañías en esta especialidad científica se deriva de una política integral de las autoridades del estado de Karnataka, desarrollada inicialmente a partir del denominado Vision Group on Technology. Uno de los resultados de esa política de largo plazo es que, en el bienio 2003-2004, el estado de Karnataka atrajo las mayores inversiones en biotecnología de todo el país, equivalentes a un financiamiento fresco por valor de varios millones de dólares estadounidenses.
El Instituto de Bioinformática y de Biotecnología Aplicada (Institute of Bioinformatics and Applied Biotechnology (IBAB), iniciado por el grupo anteriormente mencionado, junto a ICICI y a Biocon (localizado en el ITPL) están tratando de revolucionar científicamente esta área, mediante la formación de nuevos especialistas en ella. Al igual de lo que había sucedido con la industria privada de desarrollo de software, la del sector biotecnológico atrajo la mayor parte de su fuerza de trabajo de las industrias del sector público vinculadas con determinadas ramas de la ingeniería. Así, la industria biotecnológica tuvo acceso a los talentos que ya trabajaban para el Centro Nacional de Ciencias Biológicas (National Center of Biological Sciences, NCBS) y en el Instituto Indio de Ciencia (Indian Institute of Science, IISc). Por su parte, se encuentra en proceso de desarrollo la Indian Biotechnology Research Organisation (IBRO, Organización India de Investigación en Biotecnología), cuya misión será la de potenciar el crecimiento biotecnológico en el país. La idea es que IBRO, cuya visión y misión es la investigación y el desarrollo (I+D) en biotecnología para intentar hacer de la India un líder global en esa especialidad científica, provea de investigación avanzada y de talentos.

## Otras industrias
Bangalore tradicionalmente ha tenido un notable liderazgo dentro del negocio de la floricultura en la India, llegando a responder por hasta un 70% de las exportaciones de rosas del país. La empresa Karuturi Global Limited, localizada en la ciudad, es el mayor productor mundial de rosas cortadas.
Otras de las principales compañías que tienes sus oficinas centrales en Bangalore son: el Canara Bank y los grupos United Breweries Group y GMR Group.